# Rú Mượu
Rú Mượu là một ngọn núi thuộc dãy núi Đại Huệ, ranh giới của huyện Nam Đàn đi từ thành phố Vinh lên. Rú là tiếng địa phương xứ nghệ nghĩa là núi. Trên núi từng có đền Độc Lôi Sơn được nhiều người coi là linh thiêng.
Núi có độ cao trung bình khoảng 90 m-100 m, đỉnh cao nhất khoảng 230 m. Nhìn từ xa trông giống như một cái yên ngựa.
Phần núi tiếp giáp với quốc lộ 46 từ Vinh đi Nam Đàn hiện là một mỏ đá cung cấp vật liệu cho cả vùng Vinh.